# Trattato di Aranjuez (1752)
Il trattato di Aranjuez, chiamato anche tratado de Italia in Spagna, del 14 giugno 1752 fu un accordo stipulato tra il regno di Spagna, l'Austria e il regno di Sardegna con la mediazione del regno di Gran Bretagna con lo scopo di garantire un «cordone di sicurezza» nei confronti del regno di Francia, quest'ultimo appena uscito sconfitto dalla guerra di successione austriaca. Nonostante le continue divergenze e sospetti fra le corti di Torino e Vienna, l'accordo venne firmato grazie alla mediazione di Londra la cui influenza, tuttavia, fu sapientemente arginata da Madrid. 
L'obiettivo principale del trattato era quello di garantire la pace in Italia grazie ad una politica di mutuo soccorso fra le tre Corti che esercitavano maggiormente l'influenza politico-militare nella Penisola. Benché l'accordo resse, per quanto concerne l'Italia, sino all'attacco francese al regno sardo nel 1792, a livello internazionale esso fu superato sia dalla rivoluzione diplomatica del 1756 che avvicinò la Francia all'Austria e la Prussia alla Gran Bretagna sia dall'autoimposto isolazionismo della Spagna a livello europeo.
Successivamente furono invitati a ratificare il trattato anche gli altri Stati italiani, tuttavia soltanto i ducati di Modena e Parma e il granducato di Toscana, questi tutti legati alle due potenze europee, lo firmarono. Il regno di Napoli e Sicilia ricusò sdegnosamente.